# L'Amour et Psyché (film)
Pour les articles homonymes, voir L'Amour et Psyché.
L'Amour et Psyché est un film muet français réalisé par Louis Feuillade, sorti en 1908.

## Distribution
- Renée Carl
- Georges Wague
- Alice Tissot
- Jeanne Marie-Laurent